# 蚌埠公交108路
蚌埠公交108路，是中国安徽省蚌埠市的一条公交线路，由新船塘首末站开往天一服饰公司，由蚌埠市公共交通集团有限公司管理、运营。

## 历史

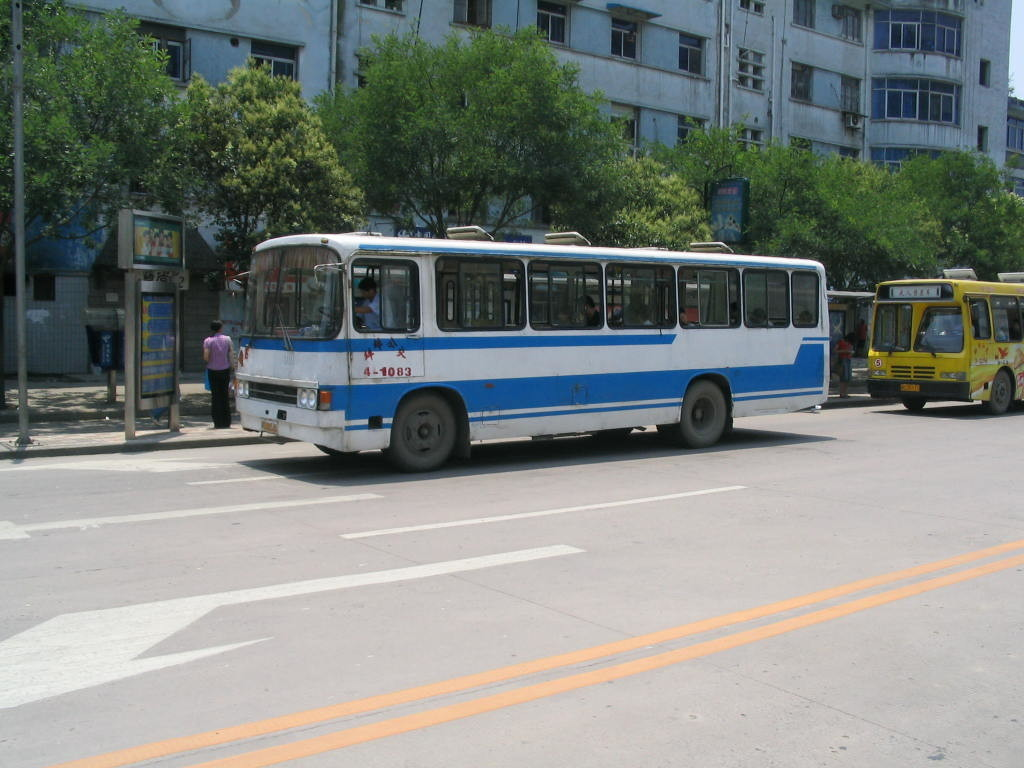
2004年8路使用的长江6921型客车
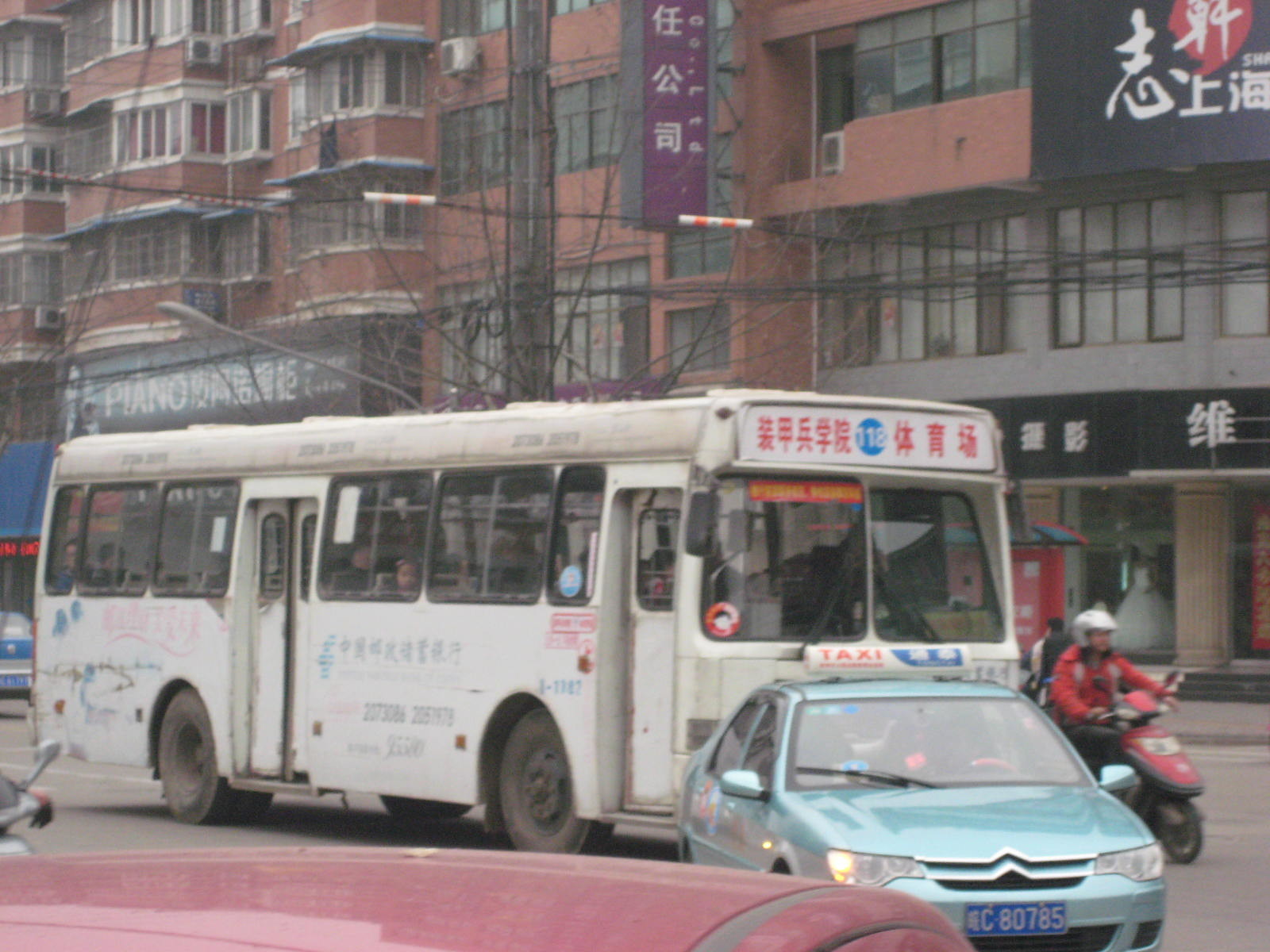
2006年108路使用过的长江客车
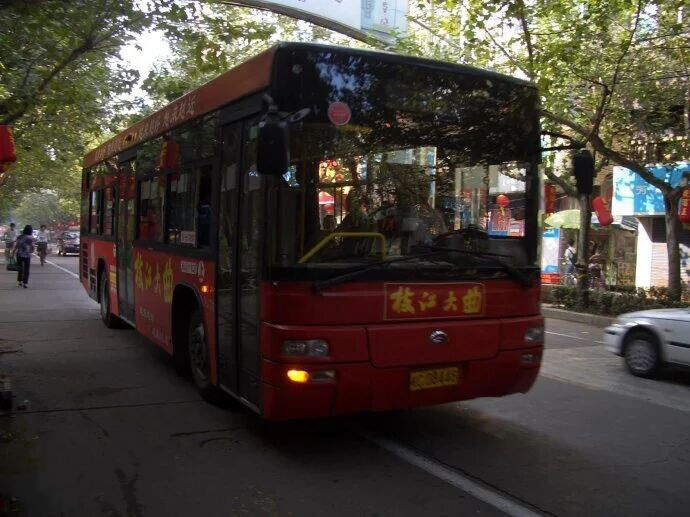
2008年108路使用的宇通客车
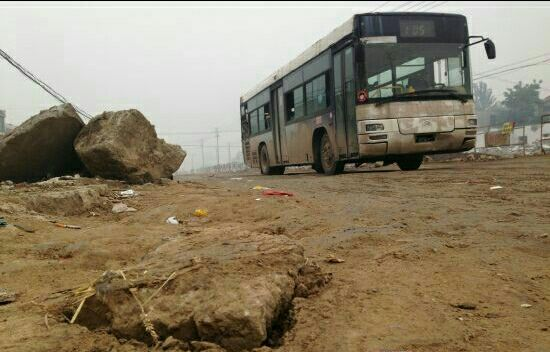
2010年胜利东路施工期间108路区间车
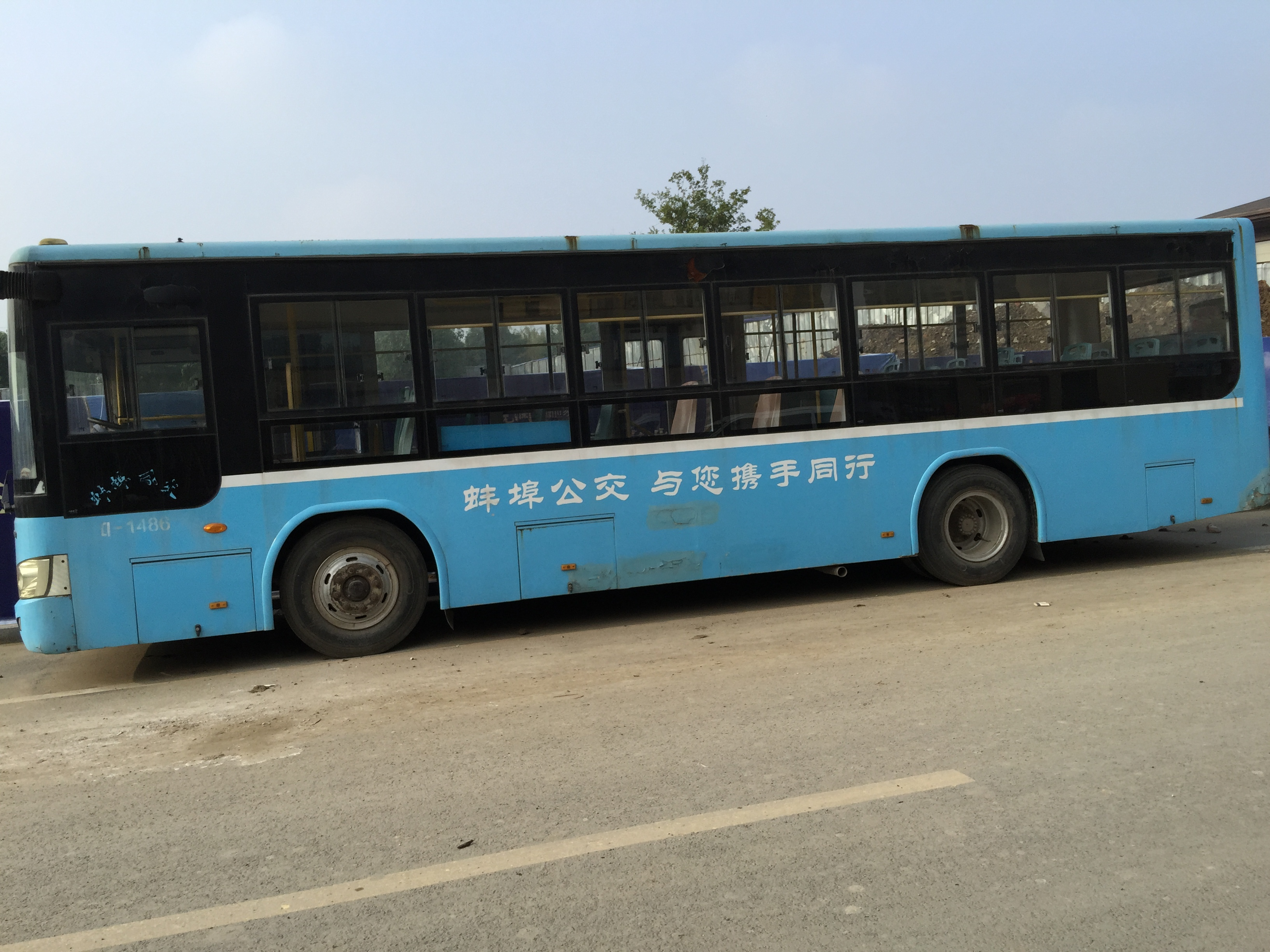
2012年108路使用的江淮客车
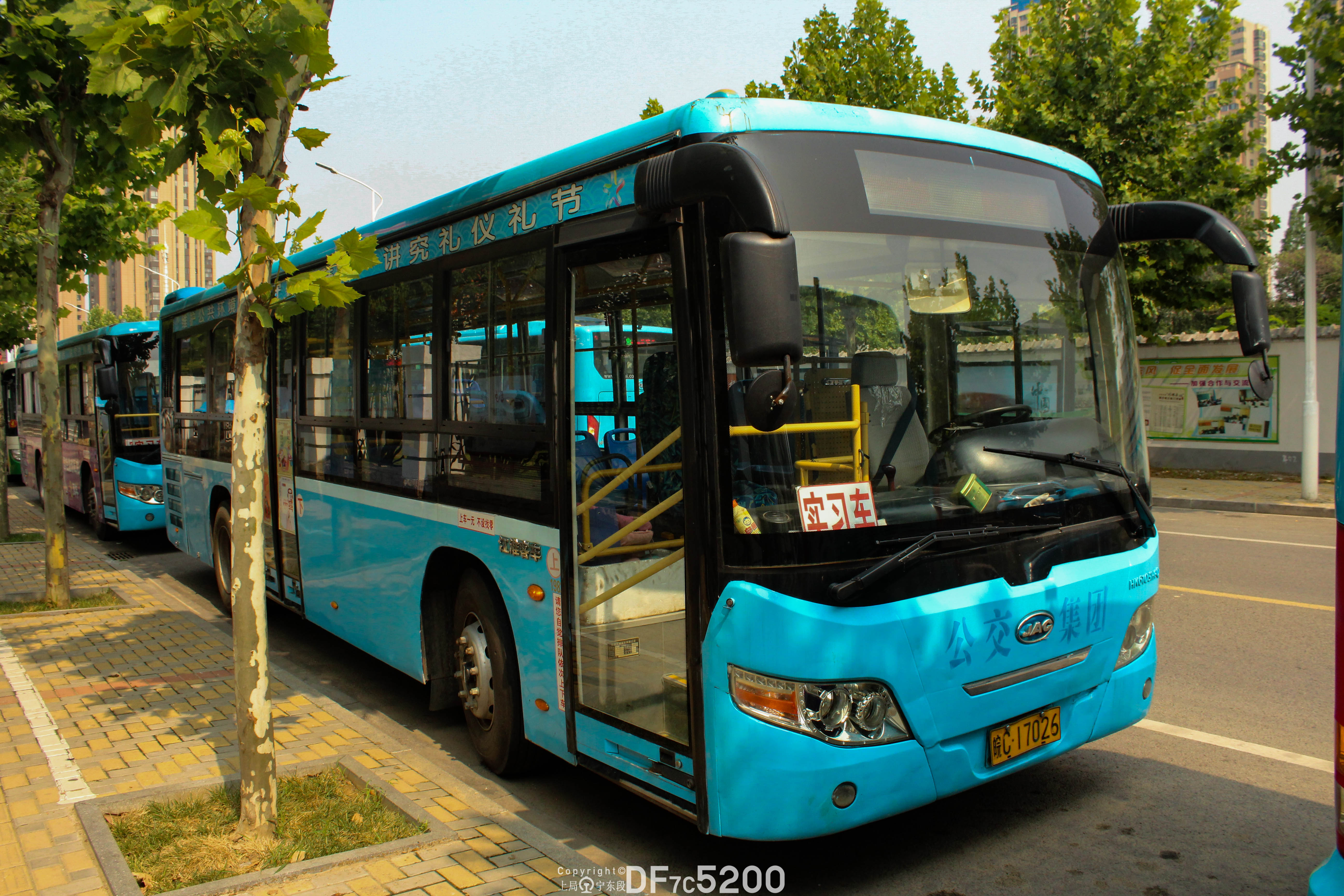
2014年108路使用的江淮客车
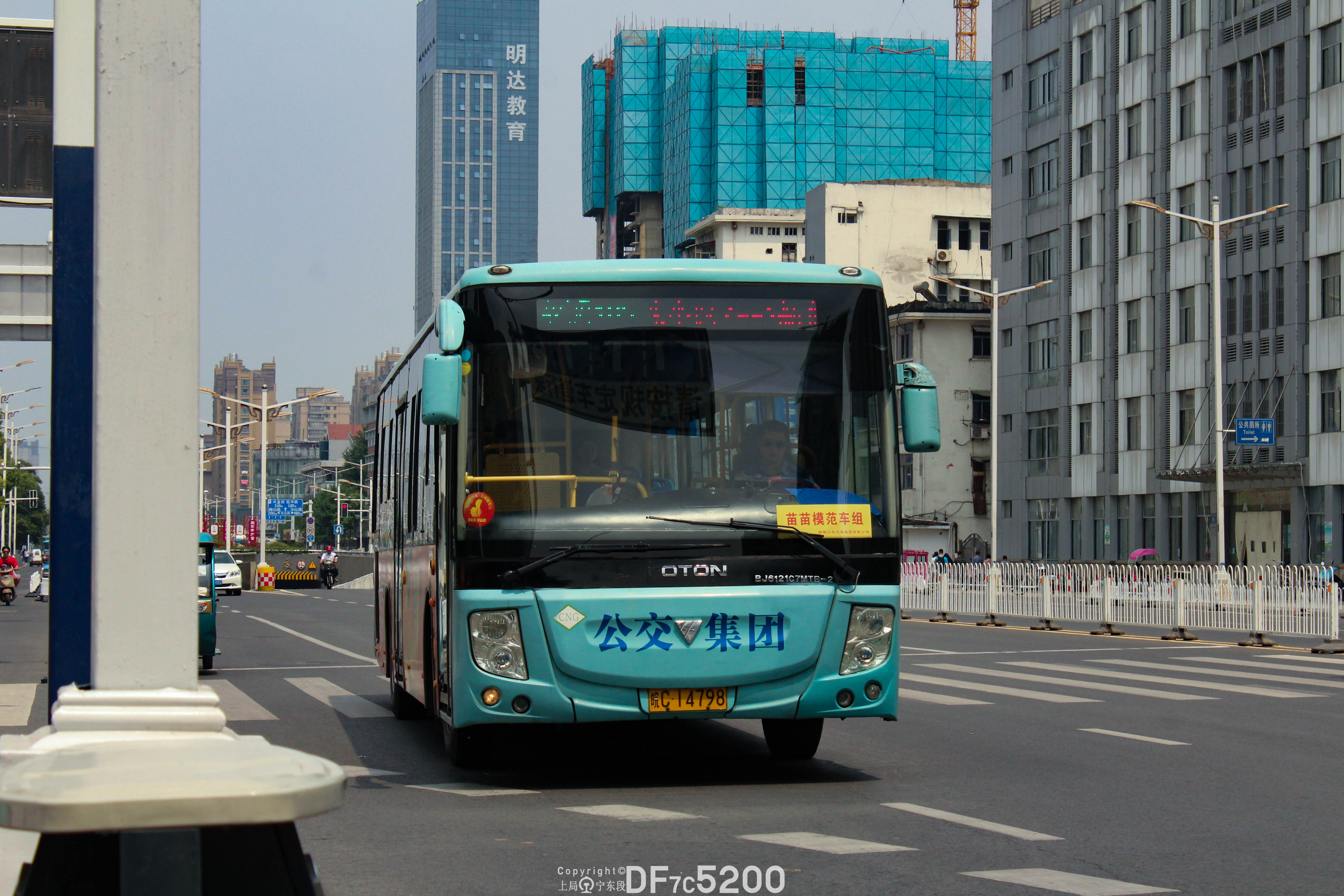
2014年108路使用的福田客车
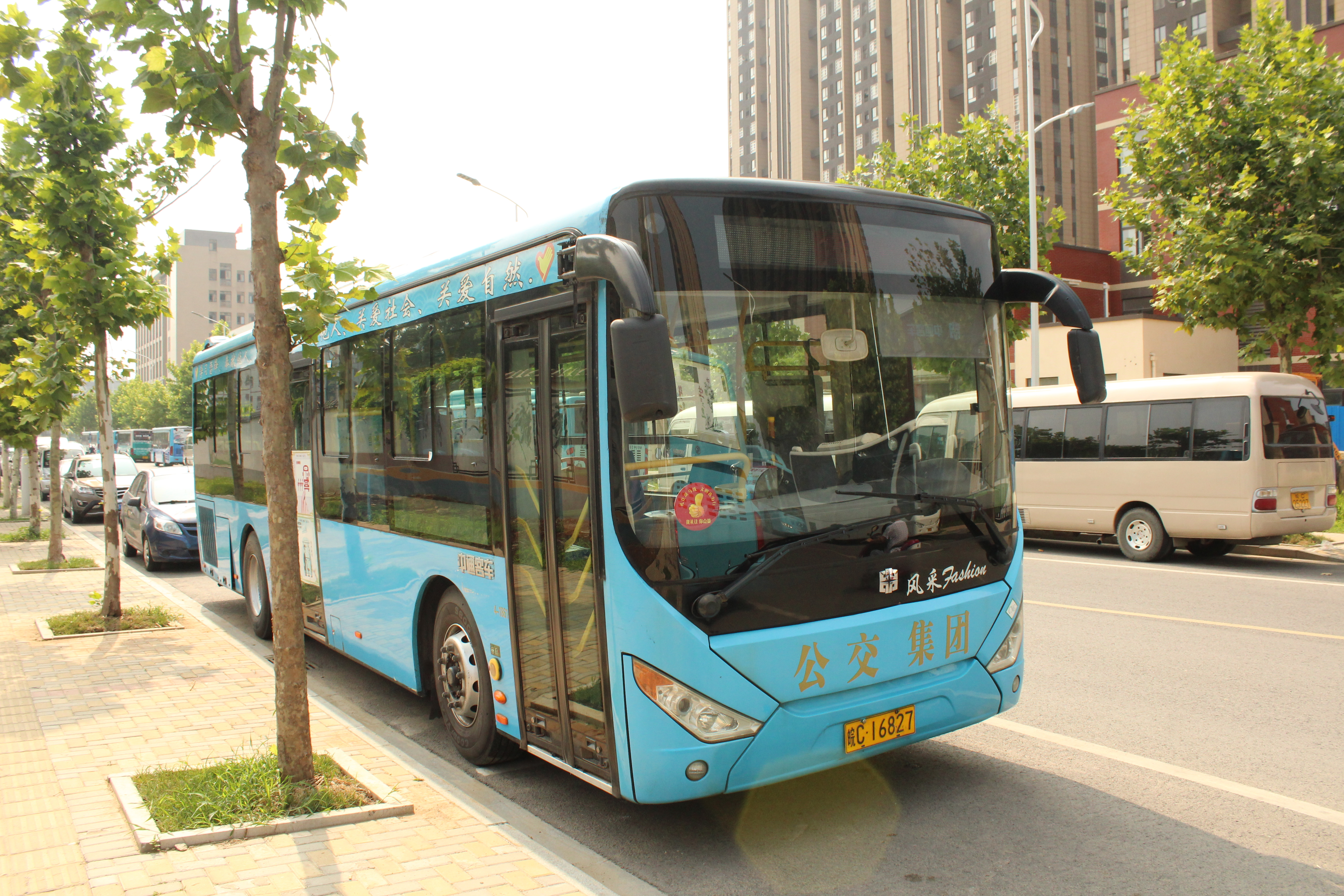
2014年108路使用的中通客车
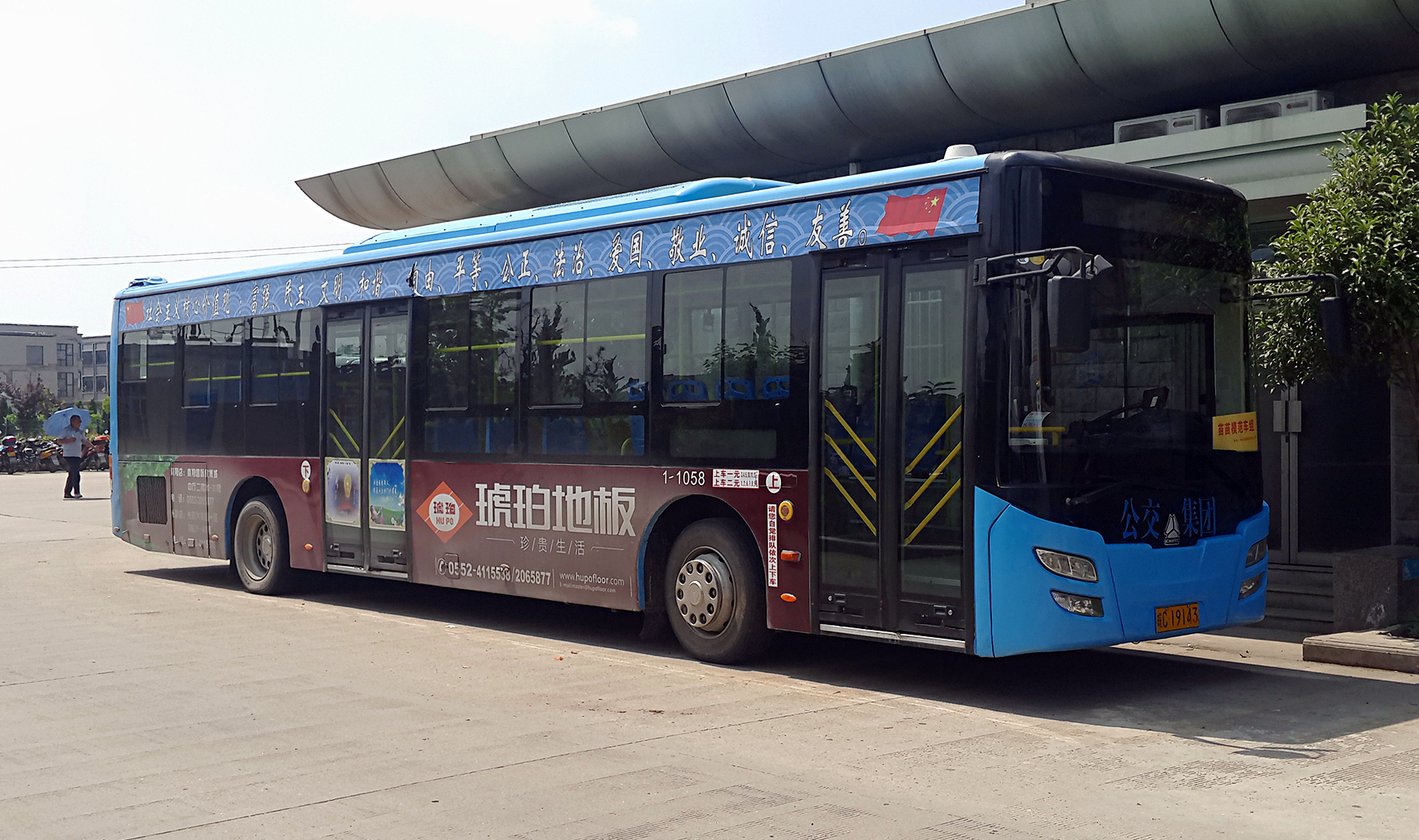
2015年108路使用的豪沃客车
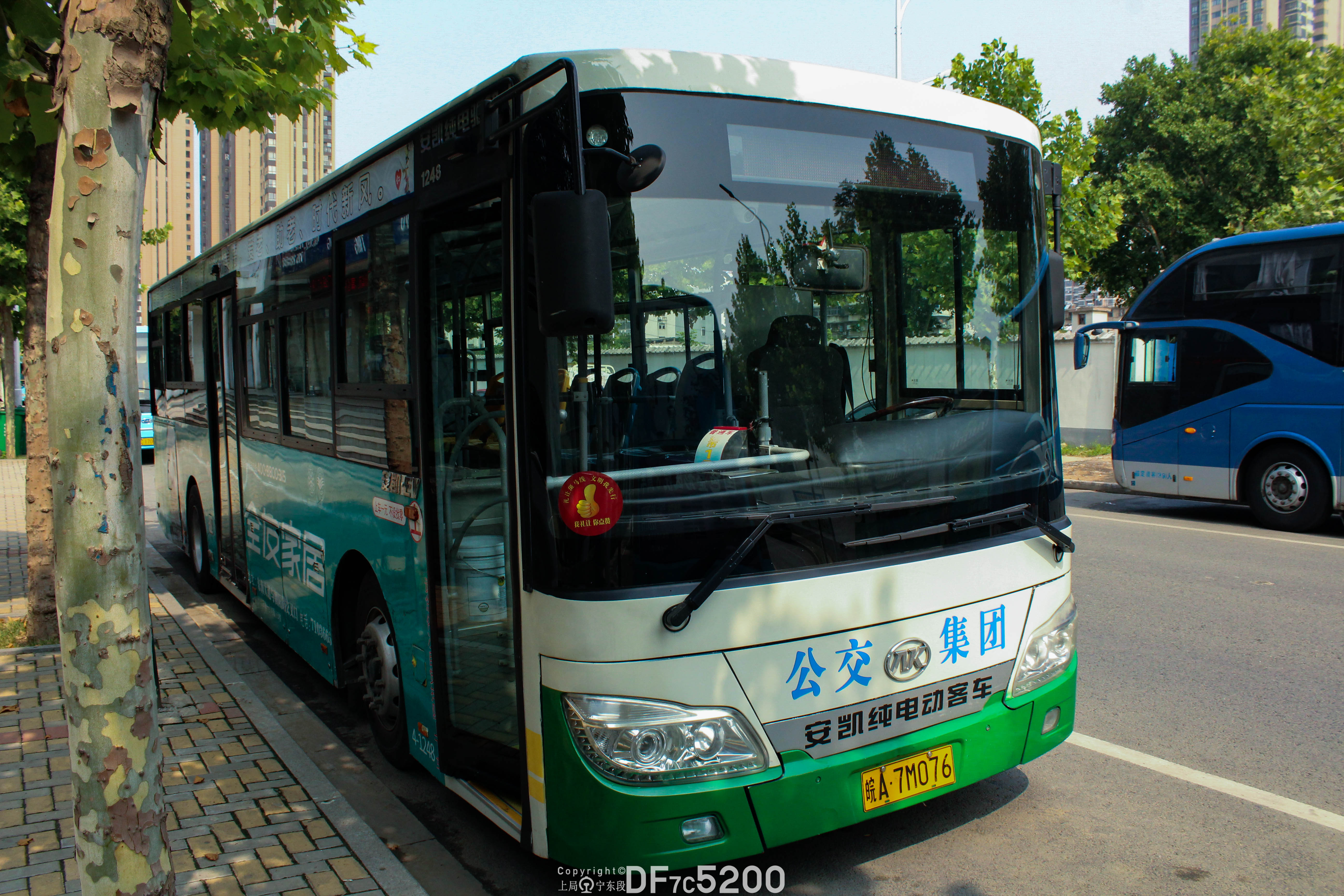
2016年108路使用的安凯纯电客车
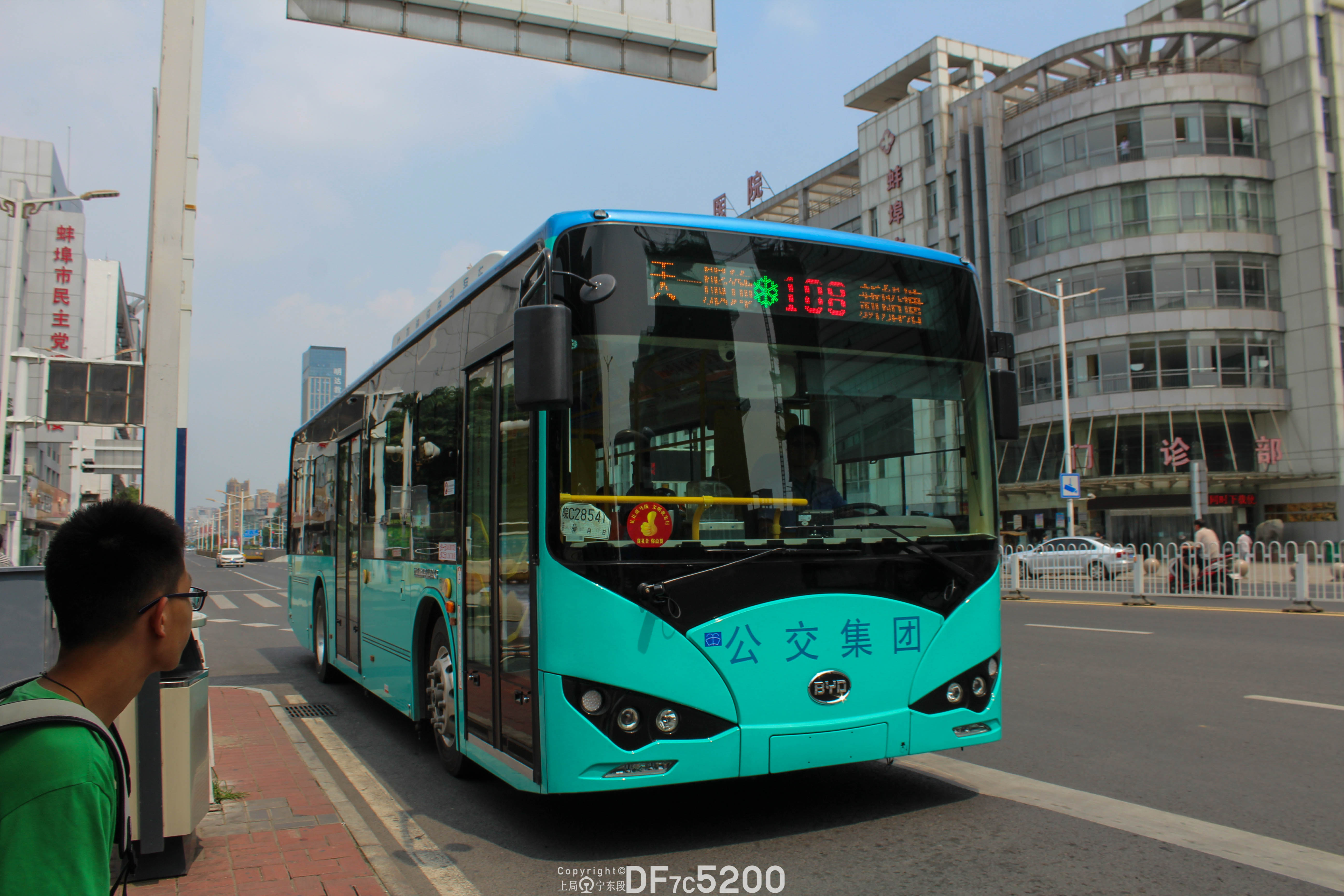
2017年7月108路使用的比亚迪K8A型客车
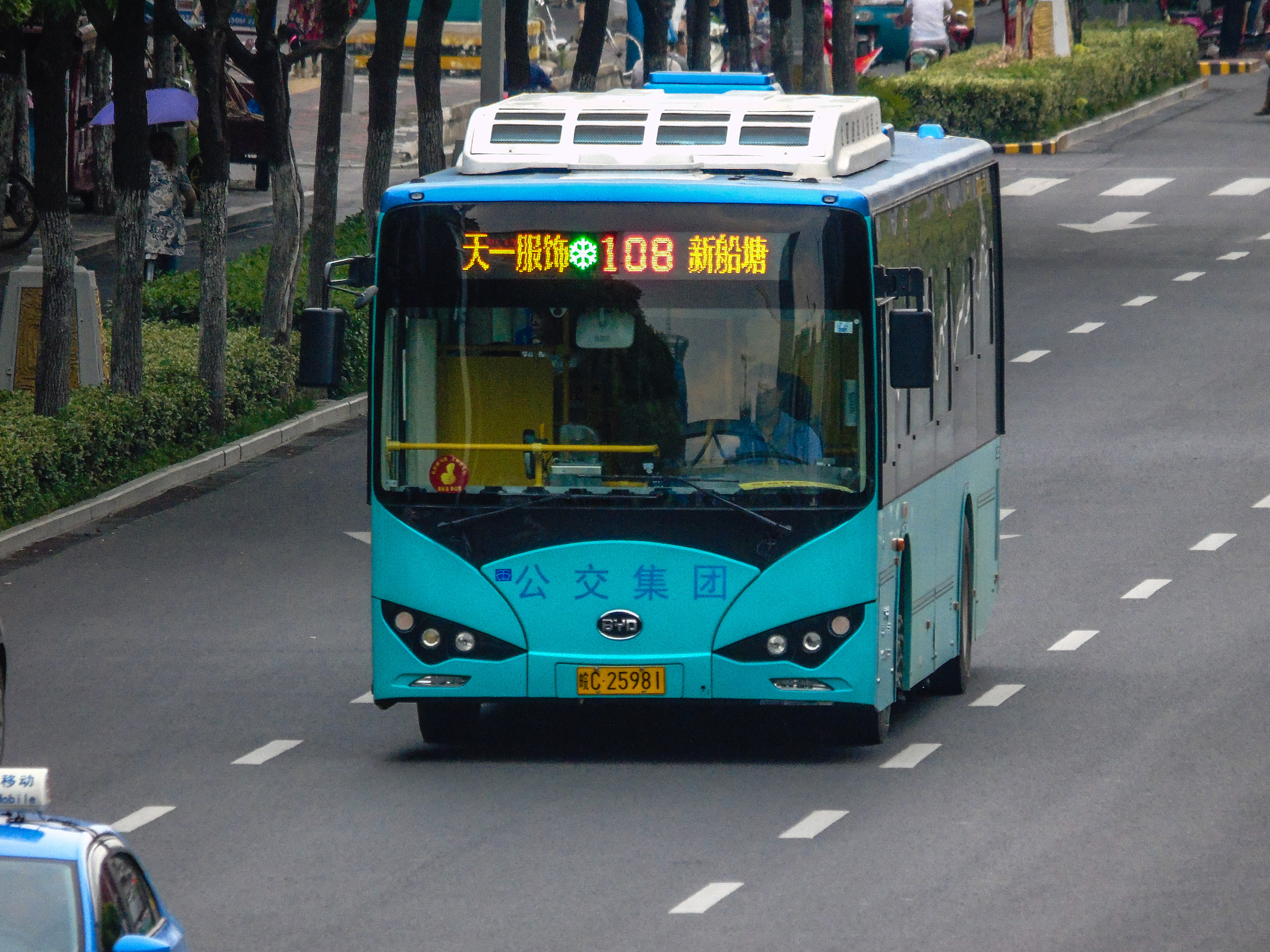
2017年7月108路使用的比亚迪K8A型客车
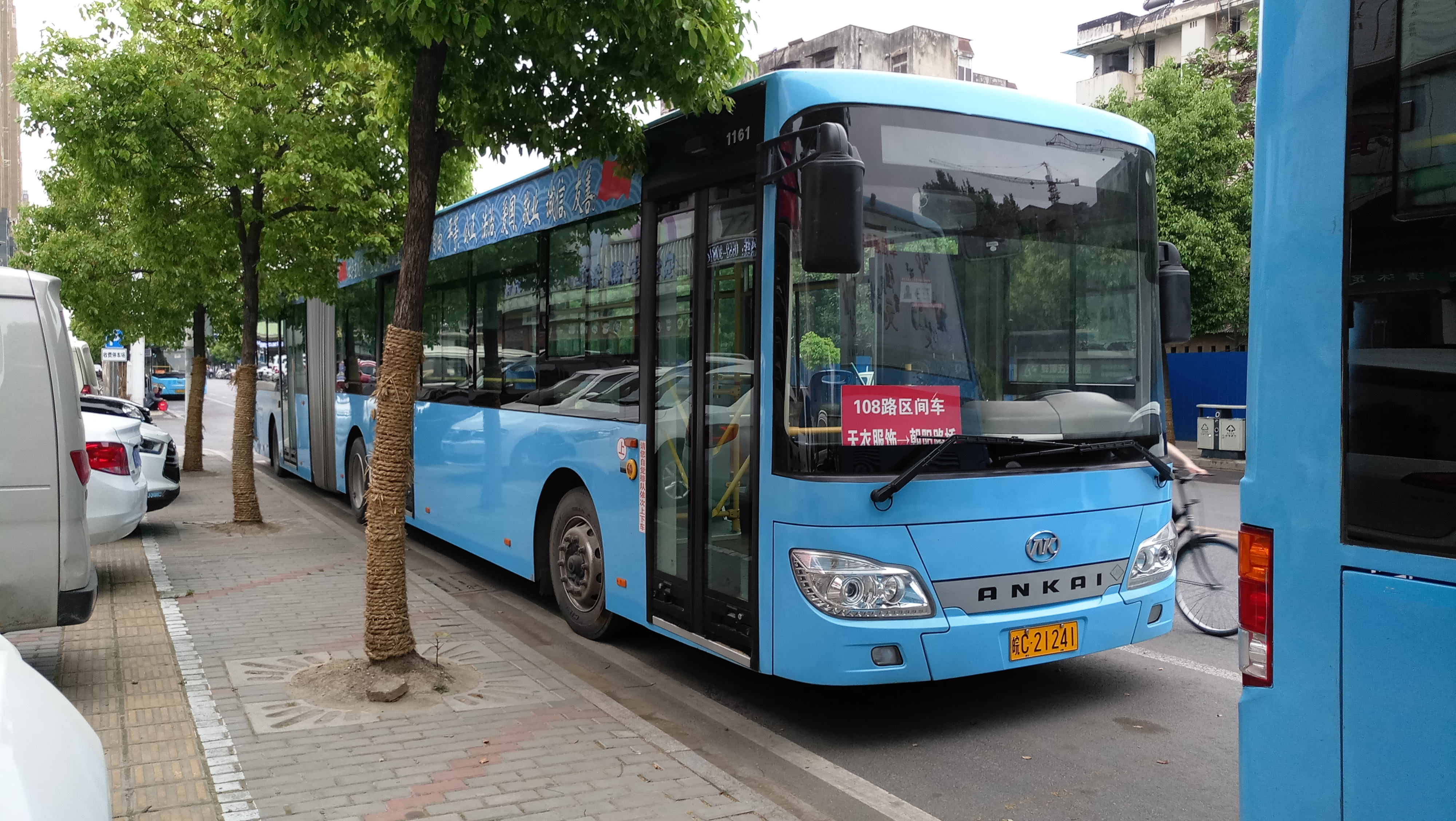
108路区间车使用的安凯铰接客车

- 1990年代，蚌埠公交公司为方便东区市民出行开通途径蚌埠东站开往长淮卫镇的8路公交车，使用长江6921型客车。[4]
- 2005年，蚌埠公交公司实行公交改革，8路车更名为108路，并使用新购置的长江客车。[5][6]
- 2008年，108路使用宇通ZK6108HGB型柴油客车。
- 2014年，蚌埠公交集团新购置的江淮HK6105HGQ型天然气客车投入108路。[7]
- 2014年4月，108路由天一服饰公司站开往胜利东路与学翰路交叉口的区间摆渡车停驶，取而代之的是由朝阳路桥开往天一服饰公司的区间车，使用安凯HFF6180G02CE5型铰接客车。[8]
- 2015年，随珠城巴士公司被蚌埠公交集团收购，巴士公司原有济南重汽牌空调车投入108路。
- 2015年，蚌埠公交集团租赁的安凯纯电动客车投入108路。
- 2015年12月29日，蚌埠公交集团将108路终点站延长至新船塘首末站。[9]
- 2016年10月1日，蚌埠公交集团将108路等10条公交线路恢复冬季运营时间。[10]
- 2017年7月，蚌埠公交集团购置300台比亚迪K8A型纯电动空调车，其中20余台投入108路。[11]

## 站点

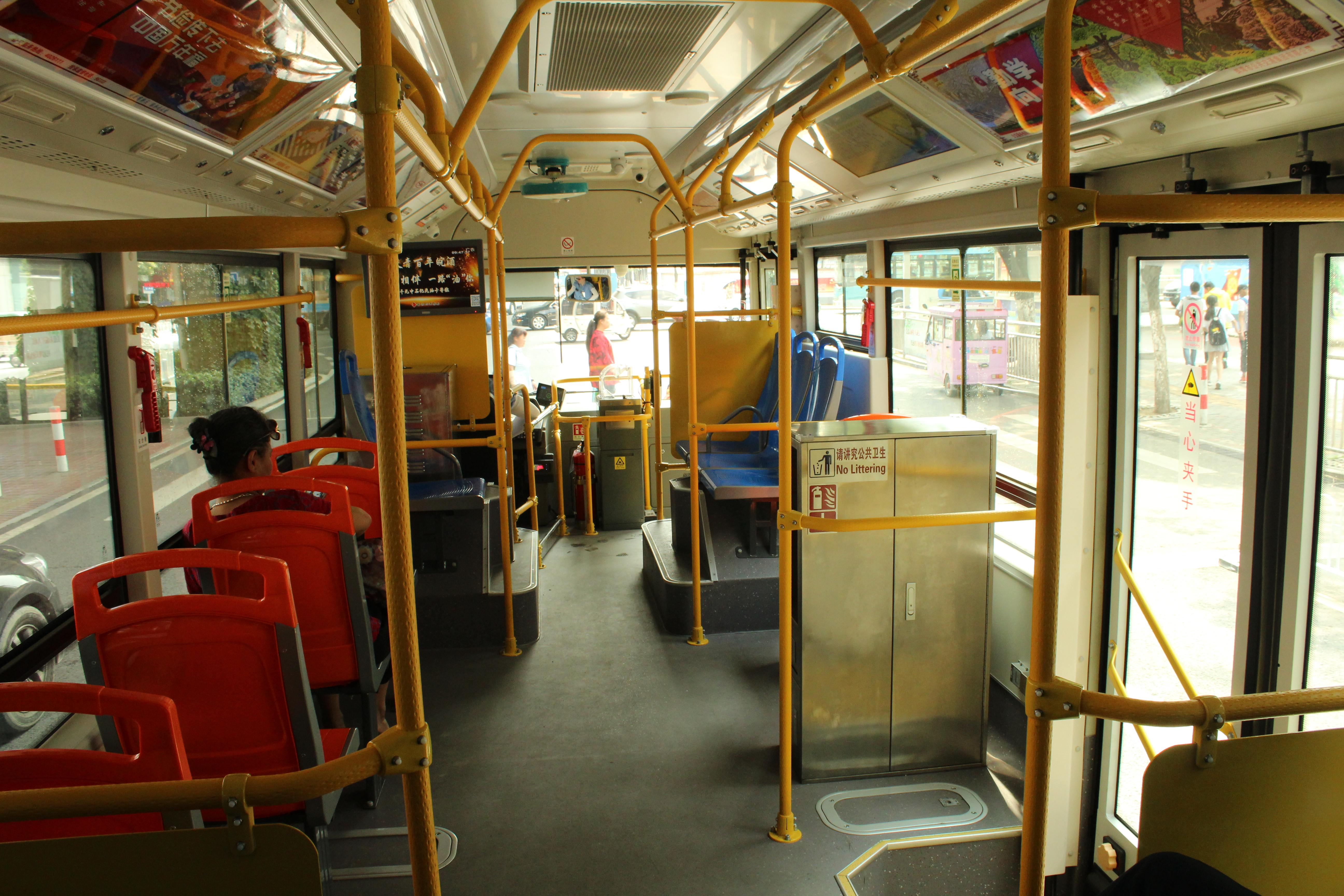
蚌埠公交108路比亚迪K8内饰

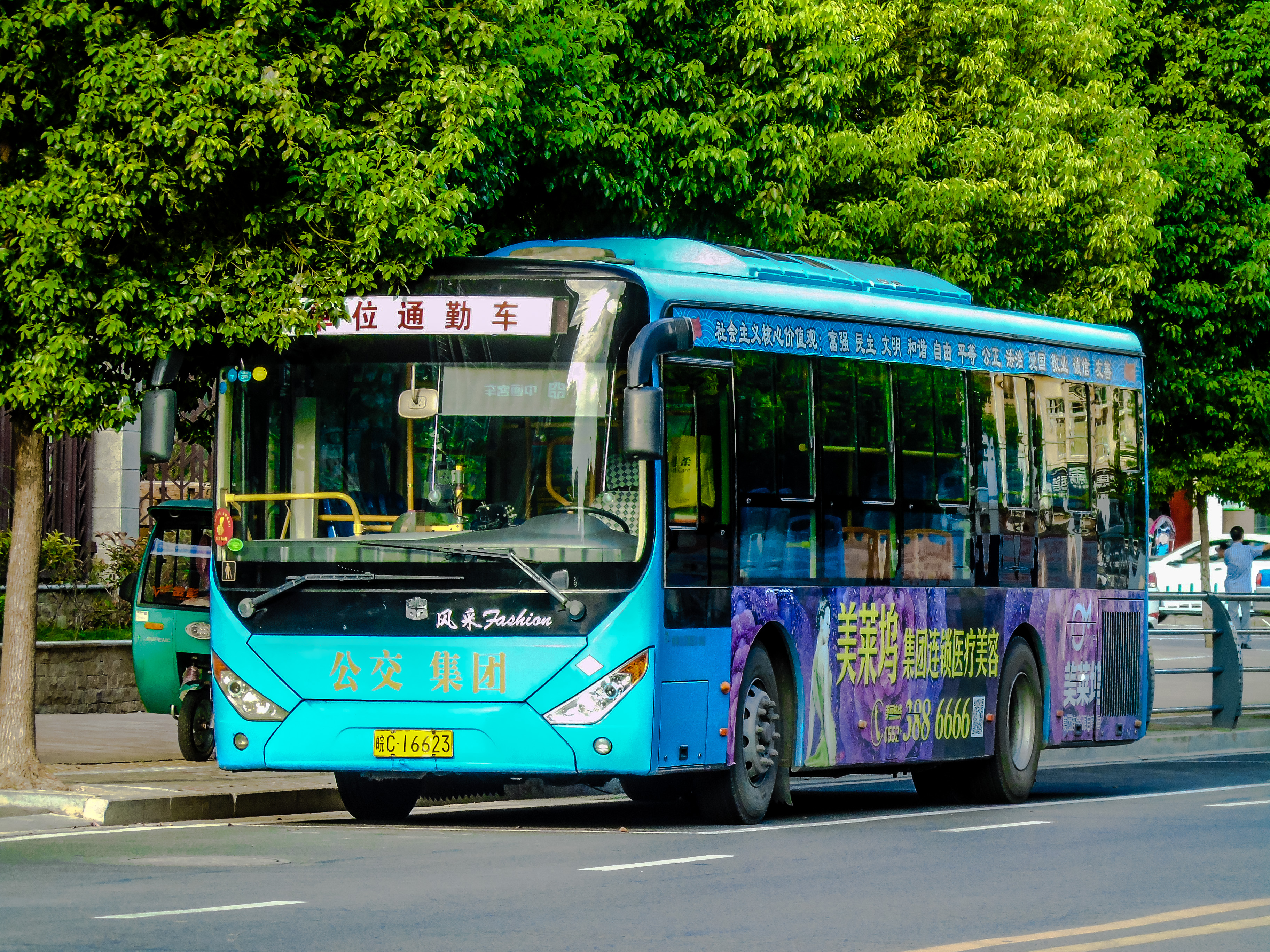
蚌埠公交108路退役车辆现为通勤车

### 途经站
- 往天一服饰公司 ： 新船塘首末站 - 朝阳路桥 - 一中 - 第三人民医院 - 津浦大塘南 - 二七文化宫 - 胜利五村 - 电信公司 - 红叶山庄 - 环保局 - 广电中心 - 烈士陵园 - 汤和墓古迹园 - 胜利路·学瀚路 - 栖岩寺北 - 兴光集团·新东方驾校 - 胜利路·李楼路 - 长淮卫 - 胜利路·中环线 - 天一服饰公司
- 往新船塘 ： 天一服饰公司 - 胜利路·中环线 - 长淮卫 - 胜利路·李楼路 - 兴光集团·新东方驾校 - 栖岩寺北 - 胜利路·学瀚路 - 汤和墓古迹园 - 烈士陵园 - 广电中心 - 环保局 - 红叶山庄 - 电信公司 - 胜利五村 - 二七文化宫 - 津浦大塘南 - 第三人民医院 - 一中  - 朝阳路桥 - 新船塘首末站[12]

### 换乘站
以下内容均统计自：蚌埠市公共交通集团有限公司营运线路一览表
- 新船塘 ： 105路 128路
- 朝阳路桥 ： 102路 106路 116路 119路 135路
- 一中 ： 101路 102路 106路 103路 116路 136路 环线1路 302路
- 第三人民医院 ： 105路 106路 101路 116路 118路 302路
- 津浦大塘南 ： 102路 105路 106路 环线1路 116路 118路 123路 微3路
- 二七文化宫 ： 105路 116路 环线1路
- 胜利五村 ： 105路 116路 120路 159路
- 电信公司 ： 105路 120路
- 红叶山庄 ： 115路
- 环保局 ： 115路
- 广电中心 ： 115路
- 烈士陵园 ： 115路

## 票价
- 未持卡乘客普通车投币1元，空调车投币2元。
- 持普通电子钱包卡普通车0.9元/次，空调车1.8元/次。
- 持学生月票卡普通车0.18元/次，成人卡0.36元/次，空调车加1元。
- 持老人卡、拥军卡、爱心卡的乘客免费乘车。[13]

## 资料来源
1. ↑  .   [2017-07-06]. （原始内容存档于2017-08-02）.
2. ↑  .   [2017-07-06]. （原始内容存档于2017-07-07）.
3. ↑  蚌埠市区纯电动公交车上路 充电一次5个小时[永久]
4. ↑  .   [2017-07-06]. （原始内容存档于2017-08-01）.
5. ↑  .   [2017-08-20]. （原始内容存档于2020-10-31）.
6. ↑  .   [2017-08-20]. （原始内容存档于2019-07-24）.
7. ↑  .   [2017-07-06]. （原始内容存档于2017-07-31）.
8. ↑  .   [2017-07-06]. （原始内容存档于2019-08-23）.
9. ↑  .   [2017-07-06]. （原始内容存档于2019-08-16）.
10. ↑  .   [2017-07-06]. （原始内容存档于2016-12-02）.
11. ↑  .   [2017-07-06]. （原始内容存档于2020-08-11）.
12. ↑  .   [2017-07-06]. （原始内容存档于2017-07-08）.
13. ↑  .   [2017-07-06]. （原始内容存档于2018-03-09）.